# Canyon Fruita
Pour les articles homonymes, voir Fruita.
Le canyon Fruita (en anglais : Fruita Canyon) est un canyon du Colorado, aux États-Unis. Situé dans le comté de Mesa, il est protégé au sein du Colorado National Monument.

## Caractéristiques
Le canyon Fruita, qui commence près de la borne d’entrée ouest du monument, est un canyon escarpé bordé d'imposantes falaises de grès de Wingate. Rim Rock Drive serpente dans le canyon avant de gravir son côté ouest. Le fond du canyon est composé de roches vieilles de 1,5 milliard d'années, vestiges d'une ancienne chaîne de montagnes. La large Grand Valley, sculptée par le fleuve Colorado, s'ouvre au-delà de Fruita Canyon. On peut noter la présence de Balanced Rock, un pinacle précaire situé près du mur droit du canyon.